# Becoming You
Becoming You (ou Toi, petit à petit au Québec) est une série télévisée documentaire créée par Wall to Wall Media et racontée par Olivia Colman. La série est composée de 6 épisodes tous sortis le 13 novembre 2020 sur Apple TV+,.

## Synopsis
Becoming You suit 100 enfants du monde entier pendant leurs 2 000 premiers jours sur Terre.

## Production
Becoming You a été annoncé le 26 août 2020, en même temps que le reste de la gamme de documentaires de fin 2020 d'Apple TV+.
La série de six épisodes est sortie dans son intégralité le 13 novembre 2020,.

## Épisodes
| no | Titre français    | Titre original | Réalisé par                                   | Durée      |
| -- | ----------------- | -------------- | --------------------------------------------- | ---------- |
| 1  | Qui suis-je ?     | Who Am I?      | Ben Addelman, Tom Dumican et James Morgan     | 39 minutes |
| 2  | Bouger            | Moving         | Ben Addelman, Tom Dumican et James Morgan     | 43 minutes |
| 3  | Se faire des amis | Making Friends | Ben Addelman, Tom Dumican et James Morgan     | 43 minutes |
| 4  | Ressentir         | Feeling        | Ben Addelman, Tom Dumican et Tom Barbor-Might | 41 minutes |
| 5  | Parler            | Talking        | Ben Addelman, Tom Dumican et Tom Barbor-Might | 41 minutes |
| 6  | Réfléchir         | Thinking       | Ben Addelman, Tom Dumican et James Morgan     | 41 minutes |